# Yamaha Energy Induction System
YEIS, Yamaha Energy Induction System, is een resonantiekamer in het luchtinlaatgedeelte van een Yamaha zuigermotor. Het systeem werd voor het eerst toegepast in tweetaktmotoren, maar begin jaren 1980 in vrijwel alle nieuwe, viertakt-modellen. YEIS zorgt voor beter opnemen bij lage toerentallen en gaat het pulseren van hoog vermogende motoren tegen als volgas bij lage toerentallen gereden wordt. Bovendien vermindert het brandstofverbruik.